# Beacon 1
Маяк-1 (англ. Beacon 1) — американский технологический спутник. Аппарат представлял собой пластиковую сферу диаметром 12 футов (3,7 метра) с алюминиевым отражающим покрытием, наполняющуюся газом. Это должен был быть первый американский спутник, видимый невооружённым глазом. Также его предполагалось использовать для измерения плотности атмосферы. 
Для запуска использовалась ракета-носитель Юнона-1 с добавлением пятой ступени. В ходе запуска, на 149-й секунде полёта, блок верхних твердотопливных ступеней отделился до выгорания топлива первой ступени, запуск был неуспешен.